# Alicja Pihan-Kijasowa
Alicja Pihan-Kijasowa (ur. 1950) – polska filolog polska, językoznawca. 

## Życiorys
Studia, doktorat i habilitacja w Instytucie Filologii Polskiej UAM, profesor zwyczajny. 
W latach 2003–2005 przewodnicząca jury (sekcji językoznawczej) w Ogólnopolskim Konkursie o Nagrodę Czesława Zgorzelskiego. Od 2004 członek Komitetu Redakcyjnego "Poznańskich Studiów Polonistycznych" (Seria Językoznawcza). Od 2004 do 2009 członek zespołu ekspertów i zespołu oceniającego Uniwersyteckiej Komisji Akredytacyjnej. Od 2005 do 2012 prodziekan Wydziału Filologii Polskiej i Klasycznej. W latach 2005–2011 główny redaktor wydawnictw Poznańskiego Towarzystwa Przyjaciół Nauk, od 2011 wiceprezes tegoż Towarzystwa. Żona prof. Artura Kijasa.

## Publikacje
- Studia o języku J. I. Kraszewskiego: słowotwórstwo i leksyka drugiego okresu twórczości, Poznań 1991.
- Literacka polszczyzna kresów północno-wschodnich XVII wieku: fonetyka, Poznań 1999.
- Praktyczny słownik współczesnej polszczyzny, pod red. H. Zgółkowej, współautor tomów X-XX.
- Poczet członków Poznańskiego Towarzystwa Przyjaciół Nauk 1857-2007. Materiały do Słownika biograficznego Wielkopolan, Poznań 2008, pod red. A. Pihan-Kijasowej.
- Pamięci Profesora Tadeusza Skuliny w 15. rocznicę śmierci, Poznań 2008, red. A. Pihan-Kijasowa, I. Sarnowska-Giefing.
- " Starania o polski uniwersytet w Poznaniu. Augusta hr. Cieszkowskiego wnioski składane w sejmie pruskim 1851-1855", Poznań 2009, red. Alicja Pihan-Kijasowa
- ks. Stanisław Kozierowski, "Wybór kazań", Poznań 2010, pod red. A. Pihan-Kijasowej
- "Rys dziejów Wydawnictwa Poznańskiego Towarzystwa Przyjaciół Nauk z bibliografią publikacji Towarzystwa 1856-2008", t. 1-2, Poznań 2011, red. D. Gucia, A. Pihan-Kijasowa
- "Słownictwo z zakresu handlu w prozie Bolesława Prusa (na tle XIX-wiecznej leksyki handlowej). Studia, Poznań 2012
- "Poznańskie Towarzystwo Przyjaciół Nauk 1857-2011. Zarys dziejów", Poznań 2012 (współautorzy: Ryszard Marciniak, Dobrosława Gucia)
- "Nie zagaśnie pamięć o Waszej pracy". Założyciele Uniwersytetu Poznańskiego, Poznań 2016, red. A. Pihan-Kijasowa, D. Konieczka-Śliwińska

Redaktor naczelny serii wydawniczych:
- "Klasycy Nauki Poznańskiej"
- "Poznańskie Spotkania Językoznawcze" (jako seria do 2010 r.)

Redaktor naczelny czasopism:
"Poznańskie Studia Polonistyczne. Seria Językoznawcza"; 
"Poznańskie Spotkania Językoznawcze" (jako czasopismo od 2011 r.)